# Nuevo Ahuacatitla
Nuevo Ahuacatitla är en ort i Mexiko.   Den ligger i kommunen Tamuín och delstaten San Luis Potosí, i den centrala delen av landet, 280 km norr om huvudstaden Mexico City. Nuevo Ahuacatitla ligger 59 meter över havet och antalet invånare är 912.
Terrängen runt Nuevo Ahuacatitla är huvudsakligen platt. Nuevo Ahuacatitla ligger uppe på en höjd. Runt Nuevo Ahuacatitla är det ganska glesbefolkat, med 29 invånare per kvadratkilometer. Närmaste större samhälle är Tamuin, 16,0 km nordväst om Nuevo Ahuacatitla. Trakten runt Nuevo Ahuacatitla består till största delen av jordbruksmark.